# Sentinella della Pace - stele di Rainer Kriester
Stele realizzata nel 1993 dallo scultore tedesco Rainer Kriester. L'opera, posta sulla collina di San Bernardo a Marmoreo, frazione di Casanova Lerrone, è conosciuta col nome di Sentinella della pace, fu inaugurata il 27 aprile 2003 in memoria del partigiano Felice Cascione e dedicata alla pace e alla resistenza ligure.
La scultura, in pietra calcarea di Finale Ligure, è alta 500 cm, con una base di 70 cm x 92 cm